# Jelovec (gmina Sodražica)
Jelovec – wieś w Słowenii, w gminie Sodražica. W 2018 roku liczyła 52 mieszkańców.